# Garrincha
Manuel Francisco dos Santos (28 tháng 10 năm 1933 – 20 tháng 1 năm 1983) hay còn được biết đến với cái tên "Garrincha" (tiếng Bồ Đào Nha nghĩa là "con chim hồng tước nhỏ"), là một cựu cầu thủ bóng đá anh chơi ở vị trí tiền vệ cánh, tiền đạo cánh người Brasil, nổi tiếng vào những năm 50 với lối chơi đẹp mắt và cuốn hút. Ông được biết đến là chân sút có khả năng rê dắt bóng thiên tài và là một trong những cầu thủ xuất sắc nhất mọi thời đại.
Trong năm 1958 và 1962 Garrincha đã đoạt chức vô địch World Cup cùng đội tuyển bóng đá quốc gia Brasil (Tổng cộng các vòng World Cup vào năm 1958, 1962 tổng cộng 2 chức vô địch World Cup cùng Brasil sau khi ông giải nghệ). Tại World Cup 1962, khi Pelé gặp chấn thương, ông đã có công dẫn dắt đội tuyển lên ngôi vô địch, giành Quả bóng Vàng cho cầu thủ xuất sắc nhất giải, cũng như Quả bóng Vàng với việc dẫn đầu danh sách ghi bàn. Ông còn góp mặt trong Đội hình xuất sắc nhất giải năm đó. Năm 1994, Garrincha được ghi tên vào Đội hình xuất sắc nhất World Cup mọi thời đại. Brasil chưa bao giờ để thua trận nào khi trong đội hình có cả Garrincha và Pele.
Ở cấp độ câu lạc bộ, Garrincha chơi phần lớn trong sự nghiệp thi đấu chuyên nghiệp của mình cho đội bóng Brasil Botafogo. Ở Maracanã, phòng của đội chủ nhà được gọi là "Garrincha". Tại thủ đô Brasilia, sân Estádio Nacional Mané Garrincha được mang tên ông. Ông còn được coi là nguồn cảm hứng của tiếng hô "Olé" trên các sân vận động.
Năm 1999, ông đứng thứ bảy trong danh sách Cầu thủ của thế kỷ do FIFA bỏ phiếu. Ông còn là một thành viên của Đội hình của thế kỷ 20, và được giới thiệu vào Viện bảo tàng bóng đá Brasil.

## Tiểu Sử
Manuel Francisco dos Santos sinh ra ở Magé thuộc Bang Rio de Janeiro. Anh là con thứ năm trong một gia đình nghèo gốc Mỹ bản địa. Cha của anh là một người nghiện rượu và Garrincha bị các vấn đề bẩm sinh: cột sống của anh bị biến dạng và đôi chân của anh bị cong. Ở tuổi trưởng thành, chân phải dài hơn chân trái 6 cm. Đó là trong thời tuổi trẻ của mình rằng ông dã đặt biệt danh là Garrincha (từ tên của một con chim nhỏ địa phương, mà thích chết hơn là bị bắt) do chị mình Rosa vì dáng đi của mình, sức sống của mình và nhân vật của mình. Anh còn được họ hàng đặt biệt danh là "Mané", vừa nhỏ bé của Manoel, nhưng cũng có nghĩa là "điên rồ" hoặc "đầu óc đơn giản" trong tiếng Bồ Đào Nha của Brazil.
Khuyết tật thể chất không giúp anh trở thành một cầu thủ bóng đá hàng đầu, vì vậy anh đã bị các nhà tuyển dụng bỏ qua trong thời niên thiếu. Ban đầu anh ấy cũng có vẻ ít quan tâm đến sự nghiệp chuyên nghiệp. Anh chơi ở nhiều đội khác nhau và thử sức ở các câu lạc bộ lớn của thành phố (Flamengo, Vasco de Gama và Fluminense) nhưng không được chọn vì dị tật. Cuối cùng anh ấy đã được phát hiện vào năm 1953 bởi cầu thủ Araty Viana của Botafogo, trong một trận đấu với đội bóng đá của nhà máy dệt nơi anh ấy làm việc, và xuất hiện trong ngày kiểm tra. Trong bài kiểm tra này, anh ấy đặc biệt tỏa sáng bởi kỹ thuật rê dắt điêu luyện của mình. Anh ấy được mời tập luyện cùng đội một và đặc biệt tỏa sáng trước hậu vệ trái của đội Brazil Nilton Santos. Người thứ hai nói: “Anh ấy đã khiến tôi khiêu vũ. Tôi đã yêu cầu chúng tôi thuê anh ấy và đưa anh ấy vào đội hình xuất phát. Tôi không bao giờ muốn đấu với anh ấy một lần nữa ”  . Huấn luyện viên Gentil Cardoso xác nhận việc tuyển dụng của mình, ký hợp đồng với một số ít đô la.

## Sự nghiệp câu lạc bộ
Garrincha lập hat-trick trong trận đấu đầu tiên của anh ấy với Botafogo.Tháng 7 năm 1953 chống lại Bonsucesso, và nhanh chóng khiến những người ủng hộ Botafogo mê mẩn với những pha đi bóng lắt léo của anh ấy, biện minh cho biệt danh của anh ấy là anh ấy có vẻ khó nắm bắt trên sân. Năm 1955, anh có trận ra mắt đội tuyển quốc gia. Năm 1957, với 20 bàn sau 26 trận, ông đã góp công lớn giúp đội bóng của mình giành chức vô địch Carioca. Cầu thủ Tele Santana của Fluminense được cho là thậm chí đã thách thức Nilton Santos trong những phút hấp hối của trận đấu quyết định (chiến thắng 6-2 tại Maracanã): “Bạn đã giành được danh hiệu, vì vậy hãy hỏi Garrincha về việc 'ngừng tra tấn các hậu vệ của chúng tôi ” . Kỹ năng rê bóng và nguồn gốc khiêm tốn của anh ấy khiến anh ấy trở thành một cầu thủ được tất cả mọi người yêu mến, những người mà những người ủng hộ xác định. Đơn giản, chỉnh chu và háo hức để giải trí cho công chúng, anh có biệt danh là "Niềm vui của mọi người"  . Botafogo đã được mời tham dự Fifa Club World Cup năm 1957, nơi ông và clb ở vị trí á quân sau FC Barcelona.
Trong những năm sau khi Brazil đăng quang thế giới 1958, Garrincha khẳng định mình là vũ khí sát thương của Botafogo, một trong những câu lạc bộ hay nhất thời điểm hiện tại cùng với Santos FC của Pelé. Danh tiếng của anh ấy là vô cùng lớn và anh ấy tham gia vô số trận đấu gala trên khắp thế giới, như chiến thắng trong giải đấu quốc tế Colombia năm 1960. Garrincha đang ở đỉnh cao trong trò chơi: anh ấy có thể lừa bóng đối thủ một cách dễ dàng và ghi bàn cũng như kiến tạo. Câu lạc bộ của ông đã giành chức vô địch Carioca vào cuối năm 1961, Cúp vô địch Hoa Kỳ Rio-São Paulo vào đầu năm 1962 trước Santos FC của Pelé (3-0), sau đó giải đấu Rio-São Paulo, tiền thân của giải vô địch Brazil, tạiTháng 3 năm 1962, đã suýt trượt nó vào năm trước.
Khi trở về từ World Cup 1962, nơi anh đặc biệt tỏa sáng, anh xuất hiện trong vòng tay của ca sĩ nổi tiếng Elza Soares, khi anh đã kết hôn và là cha của nhiều đứa trẻ. Cuộc tình tai tiếng nhưng kéo dài, đến mức cả hai kết hôn. Các câu lạc bộ châu Âu cung cấp giám đốc điều hành Botafogo một tài sản để đủ khả năng cầu thủ người Brazil, nhưng không có lời đề nghị thành công. Câu lạc bộ này đã giữ được vương miện Carioca vào cuối năm 1962 và cũng như năm trước, Flamengo đã bị thất bại nặng nề trong trận đấu quyết định (3-0). Trước sự chứng kiến của gần 160.000 khán giả, Garrincha tỏa sáng và lập cú đúp. Botafogo tiếp tục các chuyến du đấu của mình và đặc biệt đã vô địch giải đấu Paris danh giá vào năm 1963. . Đội Carioca lọt vào bán kết Copa Libertadores 1963 nhưng lần này để thua trước Santos. Pelé ghi bốn trong số năm bàn thắng cho đội của anh ấy trong cuộc đối đầu kép này.
Garrincha sớm bắt đầu sa sút không thể cưỡng lại được mà sự nổi tiếng của anh ấy càng khiến cho mọi thứ trở nên khủng khiếp hơn. Chứng nghiện rượu của anh ấy gây bất lợi cho thể chất của anh ấy, anh ấy thường xuyên bị chấn thương và khả năng rê dắt của anh ấy không bùng nổ như trước. Anh ta ngày càng chơi ít hơn (30 trận từ năm 1963 đến 1965) và chỉ đạt được thành tích hỗn hợp. Năm 1965, anh rời Botafogo sau mười hai mùa giải. Ở đó, anh ấy đã giành chức vô địch Carioca ba lần, và ghi 232 bàn sau 581 trận.
Được bảo vệ bởi sự nổi tiếng của mình, anh ấy đã ký hợp đồng vào năm 1966 với Corinthians, một câu lạc bộ lớn ở São Paulo, nhưng cũng không chơi ở đó. Phần còn lại là một cuộc xuống dốc chậm rãi vào môn thể thao địa ngục. Garrincha theo vợ Elza Soares đến châu Âu trong  chuyến du lịch của mình. Anh ký hợp đồng vào năm 1968 với câu lạc bộ Colombia Atlético Junior mà anh chỉ chơi một trận. Anh ấy trở lại Rio và tham gia với Flamengo nhưng chơi rất ít. Năm 1971, ông đã liên hệ với câu lạc bộ Red Star của Pháp, nhưng hai bên không thống nhất.
"Con chim" Garrincha bị rượu và các bệnh xương khớp ăn mòn. Tàn nhẫn, trầm cảm, liên quan đến tai nạn xe hơi (say rượu, Garrincha gần như va chạm với cha mình trong một chiếc xe hơi vào năm 1959, và theo một số nguồn tin đã giết chết mẹ của người vợ thứ hai Elza Soares), anh đã kết thúc sự nghiệp trong câu lạc bộ khiêm tốn của Olaria vào năm 1972. Một sự tôn vinh sôi động cho anh vào ngày 19 tháng 12 năm 1973 trong sân vận động Maracanã, trước hơn 130.000 khán giả, cho lễ tưng bừng nơi các nhà vô địch thế giới người Brazil năm 1970, với Mané ở cánh phải, chống lại tuyển chọn từ  phần còn lại của thế giới. Vào ngày này, khán giả chứng kiến sự kết thúc của sự đau đớn của Garrincha.

## Cái chết
Sau một loạt vấn đề về tài chính và hôn nhân, Garrincha qua đời vì bệnh xơ gan vào ngày 20 tháng 1 năm 1983, trong tình trạng hôn mê do rượu ở Rio de Janeiro. Ông đã phải nhập viện tám lần trong năm trước và cho đến khi qua đời, ông đã suy sụp cả về thể chất lẫn tinh thần. Những năm cuối đời của ông thật bất hạnh và mờ mịt – ông dường như đã trở thành một người hùng bị lãng quên – nhưng đám tang của ông, từ Maracanã đến Pau Grande, đã thu hút hàng triệu người hâm mộ, bạn bè và các cựu cầu thủ đến bày tỏ lòng kính trọng. Văn bia của ông ghi "Nơi đây yên nghỉ người từng là Niềm vui của Nhân dân - Mané Garrincha." Mọi người đã vẽ lên tường: Obrigado, Garrincha, por você ter Vivido (Cảm ơn Garrincha, vì đã sống).

## Sự nghiệp đội tuyển
Giải vô địch thế giới lần đầu tiên mà Brazil có Garrincha tham dự là World Cup 1958 - giải đấu trên đất Thụy Điển. Năm ấy, Garrincha và Pele sát cánh cùng nhau, cho dù họ chênh nhau 7 tuổi nhưng đã tạo nên một hàng tấn công mạnh chưa từng thấy. Brazil cuốn phăng mọi vật cản trên đường đi, tiến một mạch đến trận chung kết trước khi hạ gục đội chủ nhà Thụy Điển 5-2 ở trận chung kết. Đó chính là chức vô địch World Cup đầu tiên của Brazil, mở ra một kỷ nguyên thống trị của đội bóng có số lần vô địch thế giới nhiều nhất lịch sử.
4 năm sau, World Cup 1962 diễn ra ở Chile. Một cú sốc với người Brazil: Pele chấn thương, kết thúc hành trình World Cup chỉ sau 1 trận ở vòng bảng đầu tiên. Nhưng điều đó không có nghĩa nhà đương kim vô địch sẽ ngã gục, bởi họ vẫn còn đó thiên tài Garrincha. Và đó là lúc đôi chân cong biến dị ấy thể hiện tài năng kiệt xuất, phô diễn sự biến ảo trong từng đường bóng. Cũng bởi đôi chân Garrincha khác thường, cái cách mà thiên tài quá cố này chơi bóng cũng vượt xa mọi logic thời đại.
Trận tứ kết, Brazil đụng đầu người Anh. Chính Garrincha là người mở tỷ số, trước khi bị Hitchens gỡ hòa cho đại diện châu Âu. Nhưng sau giờ nghỉ, Vava ghi một bàn thắng quan trọng giúp “Selecao” vượt lên. Để rồi đến phút 59, đích thân Garrincha “đóng chiếc đinh cuối cùng vào cỗ quan tài”, chôn vùi tham vọng bá vương thế giới của “Tam sư”. Vào bán kết, Brazil nội chiến Nam Mỹ với đội chủ nhà Chile. Tại sân vận động quốc gia ở Santiago, Garrincha chơi một trong những trận đấu hay nhất trong sự nghiệp của mình. Ông lại là nguồn cảm hứng với một cú đúp, giúp Brazil đánh bại đội chủ nhà 4-2. Không Pele, Brazil vẫn lọt đến chung kết.
Nhưng ĐT Tiệp Khắc của “Quả bóng vàng châu Âu” Josef Masopust đã nghiên cứu rất kỹ lối chơi của Brazil. Trận chung kết, đội bóng Đông Âu đã làm tốt nhiệm vụ kiểm tỏa Garrincha. Nhưng nhờ vậy, các đồng đội của ông là Amarildo, Zito và Vava đã cùng nhau ghi 3 bàn, giúp Brazil đả bại Tiệp Khắc 3-1.
Brazil trở thành đội bóng thứ hai trong lịch sử World Cup sau Italia 1934 và 1938, bảo vệ thành công chức vô địch. Nói về chức vô địch của Brazil tại World Cup 1962 là nói về Garrincha, và nói về Garrincha tức là nói về đôi chân vòng kiềng thiên tài, về huyền thoại của mọi huyền thoại.

## Danh hiệu
- Vô địch World Cup: 1958, 1962
- Vô địch Rio dẹ Janero: 1957, 1961, 1962
- Cúp O'Higgins: 1955, 1959, 1961
- Cúp Oswaldo Cruz: 1958, 1961, 1962
- Cúp quốc tế ở Colombia: 1960
- Cúp quốc tế ở Costa Rica: 1961
- Cúp Ngũ giác cấp câu lạc bộ quốc tế ở Mexico: 1962
- Giải Golden Jubilee của Liên đoàn bóng đá La Paz: 1964
- Giải Ibero-Mỹ: 1964
- Panamaribo Cup: 1964
- Vô địch São Paulo với Botafogo 1962, 1964, 1966
- Cúp các câu lạc bộ vô địch thế giới (Paris Intercontinental Championship): 1963

## Cá nhân
- Vua phá lưới World Cup: 1962
- Cầu thủ hay nhất World cup: 1962
- Được ghi danh vào Bảo tàng bóng đá Brasil
- Nằm trong danh sách đội hình của thế kỷ 20 bởi FIFA.
- Nằm trong danh sách đội hình xuất sắc nhất World Cup mọi thời đại bởi FIFA.